# HochsauerlandWasser
Die Hochsauerlandwasser GmbH (HSW) ist ein gemeinsames kommunales Trinkwasserversorgungsunternehmen der Städte Meschede und Olsberg sowie der Gemeinde Bestwig.
Aufgabe und Unternehmenszweck der Hochsauerlandwasser GmbH ist neben der öffentlichen Wasserversorgung auch die Übernahme artverwandter kommunaler Aufgabenfelder.
Dazu gehören kaufmännische und technische Betriebsführungsaufgaben sowie Beratungsleistungen für kommunale Wasser- und Abwasserwerke oder andere Versorgungsunternehmen.
Die Hochsauerlandwasser GmbH hat vertragliche Vereinbarungen zur Übernahme folgender Betriebsführungsaufgaben abgeschlossen:
- Kaufmännische und technische Betriebsführung für das Abwasserwerk der Stadt Olsberg
- Kaufmännische und technische Betriebsführung für das Abwasserwerk der Gemeinde Bestwig
- Kaufmännische und technische Betriebsführung für den Wasserverband Hochsauerland
- Betrieb und Unterhaltung der Straßenbeleuchtung in den Städten Olsberg und Meschede sowie der Gemeinde Bestwig.
- Kaufmännische Betriebsführung für die Hochsauerland Energie GmbH und die Hochsauerland Netze GmbH & Co. KG

## Aufbau und Aufgaben
Aufgabe und Unternehmenszweck nach dem Gesellschaftsvertrag ist die öffentliche Wasserversorgung und die Übernahme artverwandter kommunaler Aufgabenfelder wie zum Beispiel die Energieversorgung, die Aufgaben der Straßenbeleuchtung und/oder die Abwasserentsorgung sowie die Errichtung, der Erwerb, die Erweiterung und der Betrieb der diesem Zweck dienenden Anlagen. Darüber hinaus darf die Gesellschaft Leistungen erbringen oder sich an Unternehmen beteiligen, die im Zusammenhang mit dem vorgenannten Gesellschaftsgegenstand stehen. Dazu gehören insbesondere kaufmännische und/oder technische Betriebsführungen und Beratungen für kommunale Wasser- und Abwasserwerke und auch andere kommunale und interkommunale Versorgungsunternehmen. Der Hauptsitz des Unternehmens befindet sich in Meschede.

### Organe
Die Organe der Gesellschaft sind die Geschäftsführung, der Aufsichtsrat und die Gesellschafterversammlung. Der Aufsichtsrat besteht aus insgesamt 13 Mitgliedern. Vier Mitglieder werden von der Gemeinde Bestwig, vier Mitglieder von der Stadt Meschede, vier Mitglieder von der Stadt Olsberg und ein Mitglied aus den Reihen der Belegschaft entsandt. Seit Gründung der HochsauerlandWasser GmbH im Jahr 2005 nahmen Christoph Rosenau und Robert Dietrich die Aufgaben der Geschäftsführer wahr. Seit Juli 2021 ist Christoph Rosenau alleiniger Geschäftsführer.

### Versorgungsgebiet
Das Versorgungsgebiet entspricht in seiner Ausdehnung dem Gebiet der drei Gesellschafterkommunen Bestwig, Meschede und Olsberg mit einer Gesamtgröße von ca. 400 km² und rund 55.600 Einwohnern (Stand 1. Januar 2018).

### Wasserbereitstellung
Die Wasserbereitstellung für das Versorgungsgebiet erfolgt – Stand 1. Januar 2015 – aus 15 Gewinnungsanlagen, 30 Hochbehältern,  667 km Rohrleitungsnetz, 16.809 Hausanschlüssen sowie eine Vielzahl von Druckerhöhungsanlagen, Pumpstationen, Druckminder-, Kontroll- und Zählerschächten.
Die Wasserqualität wird laufend überwacht. Aufgrund von Umwelteinflüssen und demzufolge gleichzeitig steigenden Standards aus gesetzlichen Vorgaben an die Qualität der Trinkwasserversorgung werden die Gewinnungs- und Aufbereitungsanlagen ständig, mit großem finanziellen und personellen Aufwand, den allgemein anerkannten Regeln der Technik bzw. dem Stand der Technik angepasst.
Die zwei großen Wassergewinnungsanlagen an der Ruhr, „Mengesohl“ und „Stockhausen“, wurden bereits bis Ende 2010 mit innovativen Filtrationsanlagen auf den Stand der Technik gebracht.
Seit 2016 ist das „Wasserwerk Hennesee“, ausgestattet mit modernsten Technologien, in Betrieb.

### Infrastruktur der Wasserversorgung
Damit das überwiegend oberflächennah gewonnene Wasser zu Trinkwasser werden kann, bereitet es die Hochsauerlandwasser GmbH selbst auf. Eine geringere Menge Trinkwasser wird zudem vom Wasserverband Hochsauerland und von den Stadtwerken Arnsberg bezogen. Verteilung:
- ca. 55.600 Einwohner
- Versorgungsgebiet ca. 400 km²
- Wasserverkauf ca. 3,7 Mio. m³ / Jahr
- Leitungsnetz 667 km Länge

## Geschichte
Am 6. Juli 2005 erfolgte die Gründung des Kommunalunternehmens Hochsauerlandwasser GmbH. Die drei Gesellschafterkommunen Bestwig, Meschede und Olsberg übertrugen ihre bislang als Eigenbetriebe geführten Wasserversorgungsunternehmen zum 31. Dezember 2005 auf die Hochsauerlandwasser GmbH, die zum 1. Januar 2006 ihre Versorgungstätigkeiten aufnahm. Die Übertragung erfolgte im Wege der Ausgliederung nach dem Umwandlungsgesetz (UmwG). Nach der Fusion in der Wasserversorgung ergaben sich seit dem Jahr 2006 Überlegungen, auch die Energieversorgung gemeinsam zu betreiben und zu (re-)kommunalisieren.
Die Gründung der HochsauerlandEnergie GmbH (HE) erfolgte dann am 6. Mai 2009 mit dem Ziel einer gemeinsamen Rekommunalisierung der Strom- und Gasversorgung. Die HE ist ein kommunales Energieversorgungsunternehmen (EVU), das von den Städten Meschede und Olsberg sowie der Gemeinde Bestwig gemeinsam mit der Stadt Lippstadt gegründet worden ist. Gesellschafter der HochsauerlandEnergie sind zu gleichen Teilen die Kommunalunternehmen Hochsauerlandwasser GmbH und die Stadtwerke Lippstadt GmbH. Neben dem Vertrieb von Strom (seit 2009) und Gas (seit 2010) ist die HochsauerlandEnergie GmbH seit dem 1. Januar 2020 alleinige Eigentümerin und Gesellschafterin der Hochsauerland Netze GmbH & Co. KG und damit der Strom- und Gasnetze in den Städten Meschede und Olsberg sowie in der Gemeinde Bestwig.
Seit 2010 ist die Hochsauerlandwasser GmbH für die Straßenbeleuchtung in Bestwig, Meschede und Olsberg verantwortlich.